# Възраждане (жилищен комплекс на Бургас)
Вижте пояснителната страница за други значения на Възраждане.
„Възраждане“ е централен жилищен комплекс в Бургас. Той е един от най-старите квартали на Бургас след централната градска част. Там се намират Държавна опера Бургас, Драматичен театър „Адриана Будевска“, Борисовата градина и Младежкият дом, „старата“ поща, пожарната, III РПУ, както и търговската улица „Фердинандова“. Комплексът носи името на Българското Възраждане и в него много улици носят имена на исторически личности или събития.

## Местоположение
През 80-те години на ХХ век в района между улиците „Гладстон“, „Сан Стефано“ и „Мария Луиза“ са построени двадесетина панелни 8-етажни блока, и този район получава името ж.к. „Възраждане“. Това се случва 100 години след Освобождението на България. Веднага след демократичните промени, през 1991 година Общинската управа приема кадастрален, регулационен и застроителен план, съгласно който за западна граница на Централна градска част е определена улица „Гладстон“. С това решение районът между улиците „Гладстон“ и „Мария Луиза“ остава извън Централна градска част и така територията между тях, чак до булевард „Иван Вазов“ започва да се нарича Възраждане.
Според някои към „Възраждане“ принадлежат териториите, заключени между булевардите „Мария Луиза“ и „Христо Ботев“, както и между бул. „Сан Стефано“ и бул. „Иван Вазов“. Кварталът граничи със самия център на града, от който го разделя именно бул. „Христо Ботев“.

## История
Днешния комплекс Възраждане се обособява след Освобождението на Бургас от двете страни на улица Фердинандова която води към местността „Сладки кладенци“. След Освобождението тук се заселват предимно бежанци от Източна и Западна Тракия.
На 19 февруари 1897 г., в Минковия хан на ул. Фердинандова № 63 се провежда Учредителният първи конгрес на тракийските дружества в Бургас. Конгресът е организиран и ръководен от Петър Драгулев, Иван Златанов, д-р Павел Ношков, Атанас Славов, капитан Петко Киряков, и Григор Дяков. С този акт се полагат основите на националното тракийско движение.
Като главен ревизор на четите на ВМОРО през зимата на 1900 година Гоце Делчев пребивава известно време в Бургас. В двора на Минковия хан той основава фабрика за бомби, чийто динамит е използван и при Солунските атентати и там предлага Михаил Герджиков да оглави въстанието в Одринския революционен окръг. През месец март, Делчев придружен от Лазар Маджаров се отправя на обиколка в Одринска Тракия, завръща се в Бургас в средата на април.
Повечето сгради в ж.к. „Възраждане“ са тухлени жилищни кооперации, но в крайните части се срещат и панелни блокове от социалистическо време. Има останали еднофамилни къщи от зората на развитието на Бургас.

## Инфраструктура и транспорт
В жилищния комплекс се намира магазин на веригата за хранителни стоки Болеро, а в непосредствена близост е разположен открития пазар „Краснодар“. Той е най-големият пазар от този тип в Бургас. Наред с големите магазини на други вериги в комплекса има множество малки хранителни магазини, както и втора поликлиника.

## Транспорт
Комплексът има удобен транспорт до другите комплекси на Бургас, обслужван от „Бургасбус“ ЕООД. Кварталът се обслужва от 12 автобусни линии и 2 тролейбусни линии:
- Автобусни линии: 3, 6, 7, 7A, 8, 9, 11, 12, Б1, Б2, Б11, Б12
- Тролейбусни линии: T1, T2

В близост са и автогарите „Юг“ и „Запад“ и ЖП гарите „Владимир Павлов“ и „Централна“.

## Образование
Във Възраждане се намират училищата ОУ „Княз Борис I“, СОУ „Иван Вазов“, ОУ „Любен Каравелов“ и Професионална гимназия по електротехника и електроника „Константин Фотинов“.

## Галерия
- Гарнизонния военен клуб
- Типична сграда от следосвобожденския период
- Католическата църква Св. Богородица
- Електротехникум и СОУ Иван Вазов
- Централната Противопожарна служба в Бургас